# روزبرگ (واشینگتن)
روزبرگ (به انگلیسی: Rosburg) یک منطقهٔ مسکونی در ایالات متحده آمریکا است که در شهرستان واهکیکوم، واشینگتن واقع شده‌است. روزبرگ ۳۱۷ نفر جمعیت دارد و ۳٫۹۶ متر بالاتر از سطح دریا واقع شده‌است.